# Original Alpinkatzen
 (juillet 2024).
Si vous disposez d'ouvrages ou d'articles de référence ou si vous connaissez des sites web de qualité traitant du thème abordé ici, merci de compléter l'article en donnant les références utiles à sa vérifiabilité et en les liant à la section « Notes et références ».
Original Alpinkatzen est un groupe autrichien de Neue Volksmusik, actif entre 1986 et 1995.

## Histoire
Le groupe est créé en 1986 par Hubert von Goisern, chantant en bavarois, et Wolfgang Staribacher (de). En 1991, en prenant le nom d'Alpinkatzen, il participe à la tournée de la comédie Der Watzmann ruft (de) avec Wolfgang Ambros, Joesi Prokopetz et Manfred Tauchen (de).
En 1992, Wolfgang Staribacher quitte le groupe, de nouveaux musiciens arrivent comme Sabine Kapfinger (de), qui n'a que 17 ans et doit attendre la majorité de 18 pour se produire sur scène. Le groupe devient connu en 1992 avec l'album Aufgeigen stått niederschiassen, numéro un des ventes en Autriche, le single Hiatamadl (de) est un succès international,.
En 1994, Omunduntn, le second album, se vend mieux que le premier et atteint le classement allemand. Il comprend une version de Georgia on My Mind de Ray Charles et des versions différentes de chansons du premier album.
En plein succès, le groupe annonce sa dissolution et fait une tournée d'adieu l'année suivante. Hubert von Goisern, Sabine Kapfinger et Reinhard Stranzinger font des carrières solos. Staribacher fonde le groupe Mozartband (de).

## Discographie

### Albums studio
- 1989 : Alpine Lawine
- 1992 : Aufgeigen stått niederschiassen
- 1994 : Omunduntn
- 1995 : Wia die Zeit vergeht … (album live)

### Singles
- 1988 : Me No – Got No
- 1989 : Kren und Speck (réédité en 1994)
- 1989 : Gern hab’ ich die Frauen geküsst
- 1992 : Koa Hiatamadl
- 1991 : Heast as nit
- 1992 : Sepp bleib do
- 1993 : Wildschütz Räp
- 1994 : Oben und unten
- 1994 :  Goassbeitl – Bauernbuam
- 1995 : Weit, weit weg (album live)